# Owshendel
Owshendel (persiska: اوشندل, Ūshendel) är en ort i Iran.   Den ligger i provinsen Östazarbaijan, i den nordvästra delen av landet, 400 km nordväst om huvudstaden Teheran. Owshendel ligger 1 874 meter över havet och antalet invånare är 891.
Terrängen runt Owshendel är kuperad åt sydost, men åt nordväst är den platt. Terrängen runt Owshendel sluttar söderut.Runt Owshendel är det ganska glesbefolkat, med 39 invånare per kvadratkilometer. Närmaste större samhälle är Hashtrūd, 9,0 km söder om Owshendel. Trakten runt Owshendel består i huvudsak av gräsmarker.